# Lilla Svartsjön, Södermanland
Lilla Svartsjön är en sjö i Gnesta kommun i Södermanland och ingår i Nyköpingsåns huvudavrinningsområde.